# Rượu Phú Lễ
Rượu Phú Lễ là một loại rượu nổi tiếng của tỉnh Bến Tre. Cùng với rượu Xuân Thạnh (Trà Vinh), rượu Gò Đen (Long An) là các danh tửu của Nam Bộ. Rượu Phú Lễ có vị rượu nồng đậm, thơm ngon và nặng đô. Rượu Phú Lễ được sản xuất từ ấp Phú Lợi, xã Phú Lễ -Một xã thuần nông, đất đai nơi đây trù phú, mênh mông. Xã Phú Lễ còn nổi tiếng với nghề đan lát, chiến khu Lạc Địa và ngôi đình 180 tuổi. Rượu Phú Lễ thơm ngon là nhờ men, nước giếng làng, nếp trồng trên chính vùng đất này và đặc biệt là nhờ ủ nếp 
trong những cái tỉn đã có hằng trăm năm. Hiện nay Rượu Phú Lễ được người dân phát triển mạnh mẽ, đặc biệt được ở các xã Phú Lễ, Phú Ngãi, Bảo Thạnh, Bảo Thuận. Tên Rượu Phú Lễ là tên chung nên được nhiều Doanh nghiệp đặc tên như Rượu Phú Lễ Ba Tri ở xã Phú Lễ, Rượu Tiến Vua ở Xã Bảo Thuận... Người dân còn kết hợp với dừa Bến Tre tạo la rượu dừa, rượu nước dừa